# Arnăut

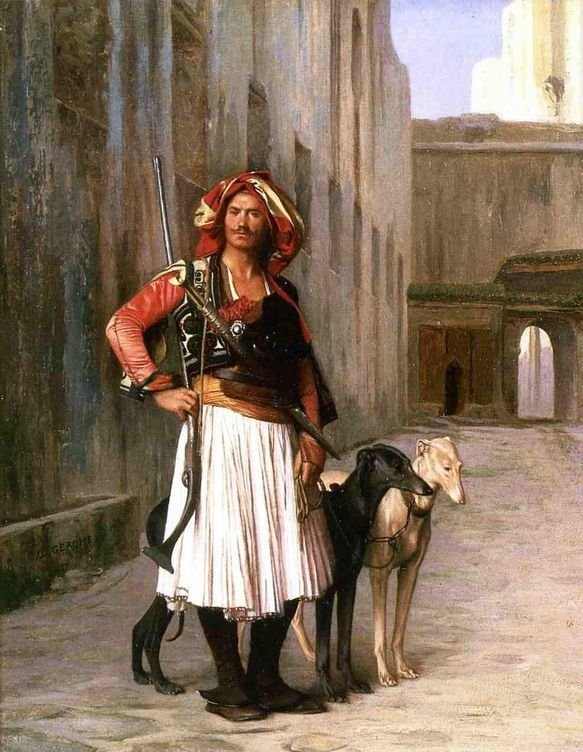
Arnăut în Cairo, un tablou de Jean-Léon Gérôme

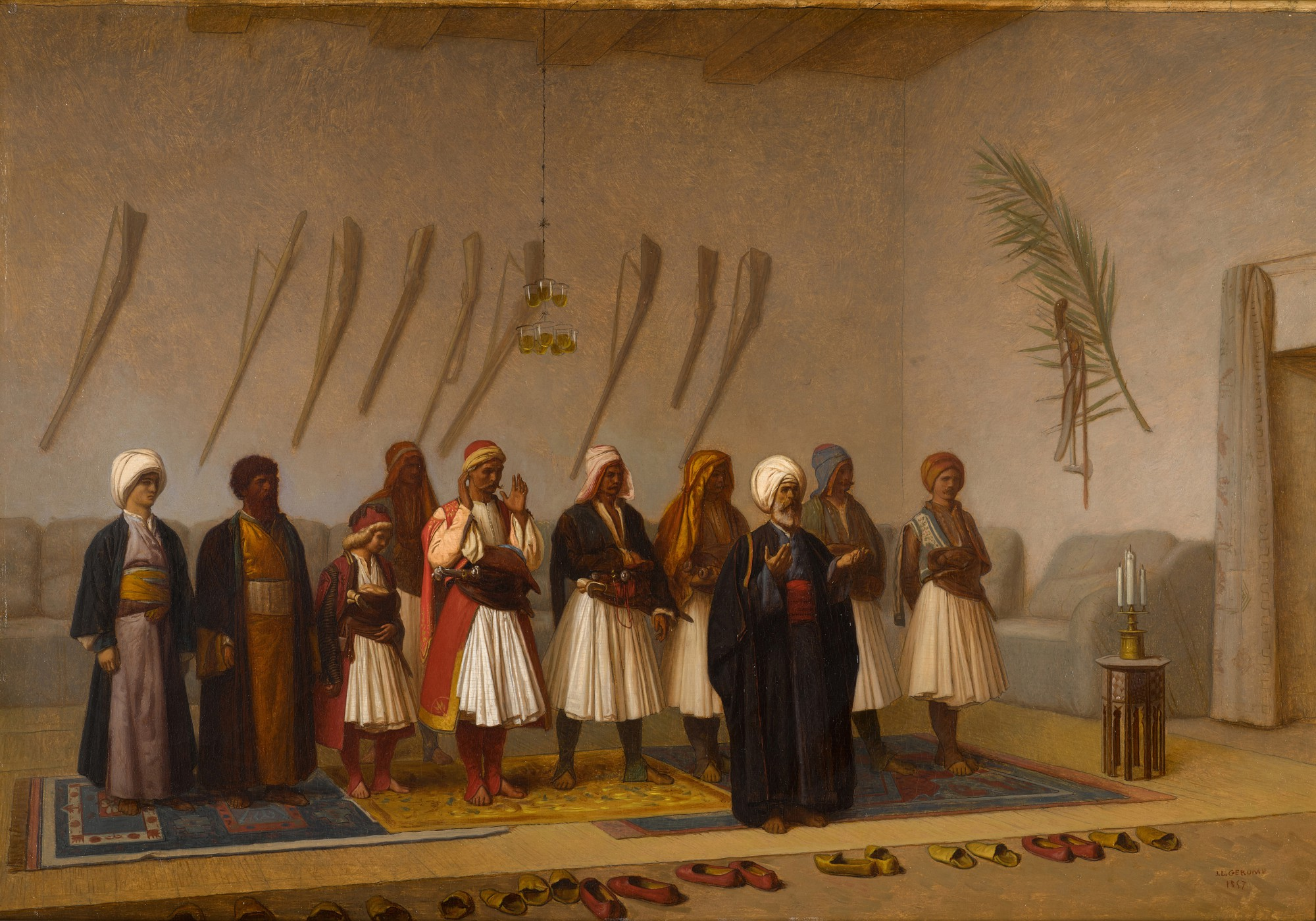
Rugăciunea în casa unui șef arnăut, de Jean-Léon Gérôme, 1857.

Arnăut (în turcă otomană ارناود ) este un etnonim turc folosit pentru a desemna albanezii. Arvanid (اروانيد), Arnavud (آرناوود), cu pluralul: Arnavudlar (آرناوودلر) și în turca modernă: Arnavut, cu pluralul: Arnavutlar; sunt etnonime folosite în principal de turcii (otomani și contemporani) pentru albanezi, Arnavutça fiind numită limba albaneză.  Arnavudluk (آرناوودلق) a fost denumirea geografică din turca otomană a regiunilor albaneze, incluzând zone precum Albania actuală, Kosovo, vestul Macedoniei de Nord, sudul Serbiei, sudul Muntenegrului și părți din nordul Greciei.

## Etimologie
Etnonimul original grecesc Άλβανίτης (aprox. „Albanítis”), derivat din Άλβάνος („Albános”), a devenit Άρβανίτης „Árvanítis” în limba greacă modernă. Pronunția lui " β " s-a schimbat de la /b/ din greaca veche la /v/ în greaca bizantină. Acest lucru se reflectă în termenul turcesc, Arnavut sau Arnaut, prin modalități de metateză (-van- la -nav-). Un termen grecesc înrudit este cel de arvaniți.
Turcii otomani au împrumutat numele albanezilor după ce l-au auzit de la grecii bizantini.

## Utilizare

### Denumire etnică
În timpul erei otomane, numele a fost folosit pentru etnicii albanezi, indiferent de apartenența lor religioasă, la fel ca și astăzi.
La sfârșitul secolului al XVIII-lea și începutul secolului al XIX-lea, din cauza tulburărilor socio-politice provocate de unii albanezi din Balcani, termenul a fost folosit ca o denumire etnică adițională pentru albanezi (față de terminologia religioasă deja uzuală de Millet pentru a identifica oamenii în arhivele statului otoman). Termenul folosit pentru țară în sursele otomane a fost de Arnavudluk (آرناوودلق) pentru zone precum Albania modernă, Macedonia de Vest, Serbia de Sud, Kosovo, părți din nordul Greciei și sudul Muntenegrului. Numele Arnavutluk pentru regiunile albaneze era o denumire geografică, în timp ce Arnavud kavmı era o desemnare etnică, cu kavimiyet însemnând „etnie”. În limba turcă modernă, Arnavutluk se referă doar la Republica Albania.

### Împrumut în alte limbi
Termenul Arnā'ūṭ (الأرناؤوط) a intrat și în limba arabă ca exonim pentru comunitățile albaneze care s-au stabilit în Levant în perioada otomană, în special pentru cei care locuiesc în Siria. Termenul Arnaut (Арнаут), la plural: Arnauti (Арнаути) a fost împrumutat și în limbile slave de sud (balcanice), cum ar fi bulgara, iar în sârbă termenul a dobândit și conotații peiorative cu referire la albanezi.
În Ucraina, albanezii care au trăit în Bugeac și care s-au stabilit mai târziu și în zona litoralului Mării Azov al Oblastului Zaporijjea sunt cunoscuți și sub numele de Arnaut. Orașul Odesa are două străzi: strada Arnaut Mare și strada Arnaut Mic.

### Soldați otomani albanezi
Folosit din punct de vedere istoric ca exonim, termenul turc Arnaut a fost folosit, de exemplu, de unii europeni din Occident ca sinonim pentru albanezii care au fost angajați pe post de soldați în armata otomană. În limba română termenul arnăut era folosit în mod similar, încă din secolul al XVIII-lea, pentru mercenarii albanezi îmbrăcați în haine tradiționale și angajați fie de domnitorii principatelor române ca Gardă a Curții, fie de boieri ca gardă de corp.
Voluntarii albanezi și ai infanteriei călare au fost numiți Arnauți în Egipt și au fost foarte apreciați în armata egipteană, în special pentru rolul lor tradițional de profesioniști în ambuscade, experți în bătălii montane, patrule și unități de gardă de corp.